# Cropera sudanica
Cropera sudanica är en fjärilsart som beskrevs av Embrik Strand 1915. Cropera sudanica ingår i släktet Cropera och familjen tofsspinnare. Inga underarter finns listade i Catalogue of Life.